# Robert Nelson
Pour les articles homonymes, voir Nelson.
Robert Nelson, né le 8 août 1793 à William-Henry et mort le 1er mars 1873 à Staten Island, est un médecin chirurgien et psychiatre, homme politique, professeur, fonctionnaire, avocat et chef militaire bas-canadien. Figure de proue de la Rébellion des Patriotes, insurrection contre le pouvoir colonial britannique au Bas-Canada, il prononce la Déclaration d'indépendance du Bas-Canada en 1838 à titre de président.

## Biographie

### Famille
Robert Nelson naît à William-Henry (aujourd'hui Sorel-Tracy) le 8 août 1793. Il reçoit son baptême en octobre à la Christ Anglican Church de Sorel. Il est le fils de William Nelson, un enseignant de New York, natif de Nesham dans le Yorkshire, et de Jane Dies, fille d'un grand propriétaire terrien de la région du fleuve Hudson. Loyalistes, ils quittent l'État de New York après la révolution américaine. L'épouse de Robert Nelson se nomme Emily Bathe.

### Éducation
Il étudie la médecine à Montréal auprès du docteur Daniel Arnoldi, puis à l'université Harvard dans le Massachusetts.

### Médecin et chirurgien

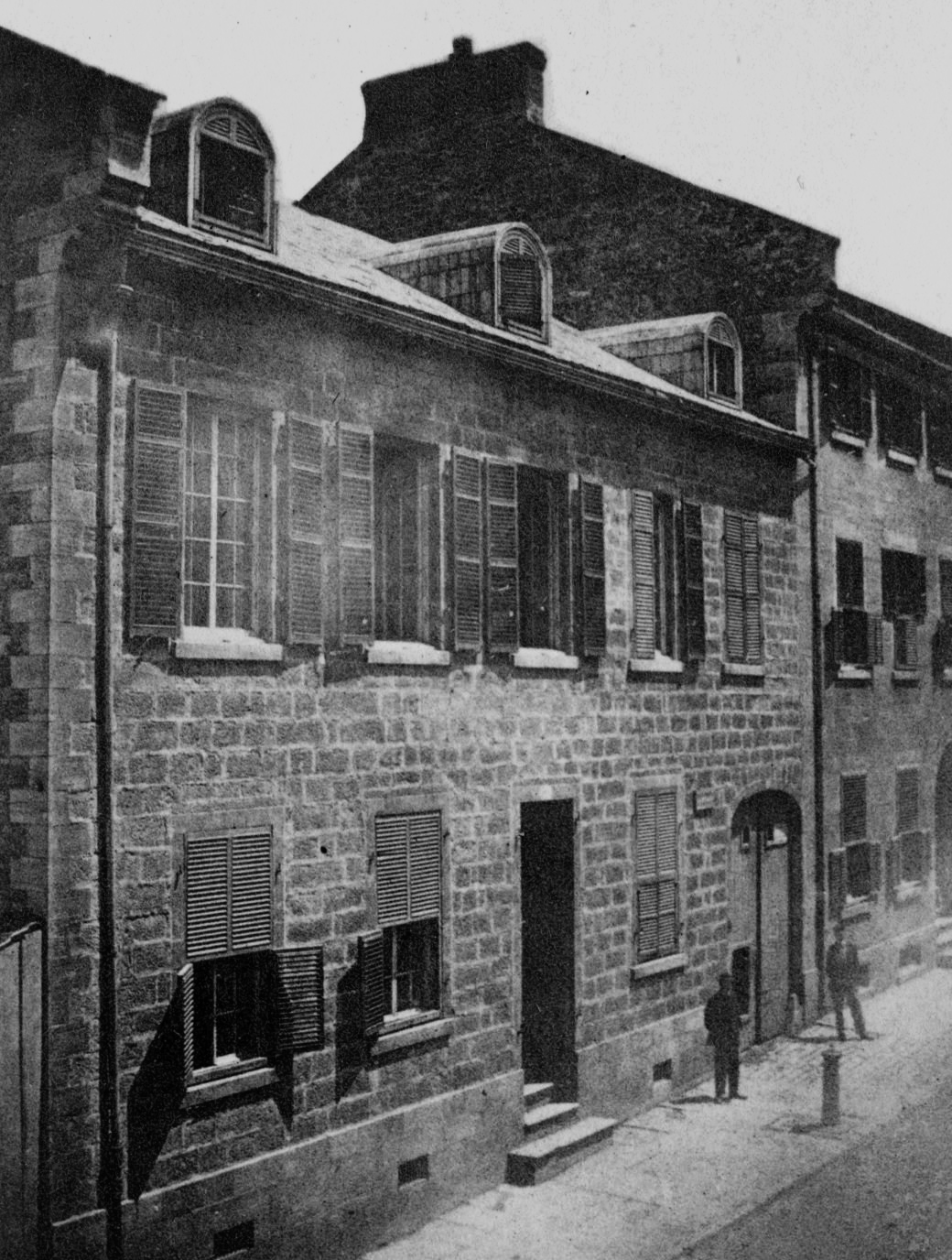
Maison de Robert Nelson, vers 1865, sur la rue Saint-Gabriel à Montréal.

Il commence la pratique de la médecine au mois d'avril 1814, vers la fin de la guerre de 1812. Il est immédiatement attitré chirurgien pour le compte du Deschambault Corp, mais le 26 juillet il est muté au service du Indian Braves Corp. Au retour de la paix, il offre ses services bénévolement aux Mohawks des communautés de Caughnawaga, d'Oka, de Saint-Régis et de Saint-François. 
En 1817, il s'établit rue Saint-Gabriel à Montréal, dans l'ancienne résidence de Pierre-Hertel de Beaubassin, près du palais de justice.
En 1821 et une autre fois en 1826, il entreprend des démarches auprès du gouverneur Dalhousie afin qu'il lui attribue le poste de chirurgien attitré des Indiens. Il ne réussit pas à obtenir le poste.

### Député
En 1827, il fait le saut en politique à l'invitation de son frère, Wolfred Nelson, également médecin et membre du Parti patriote. Il est élu député dans le district électoral de Montréal-Ouest aux côtés de Louis-Joseph Papineau. 
En 1829, il succède au docteur William Dunbar Selby à la suite du décès de ce dernier. En 1830, il se retire de la politique et commence l'enseignement de la chirurgie. 
Au cours de l'épidémie de choléra de 1832, il vient en aide aux immigrants malades de la Pointe-Saint-Charles.
En 1832, il est élu président des Amis de la liberté de presse et l'année suivante il devient membre du Comité du guet et de l'éclairage pour la ville de Montréal. Il donne aussi des cours de physiologie à la Nouvelle École de médecine de Montréal.
Il est réélu député de Montréal-Ouest aux élections générales de 1834. La même année, il est réélu au Conseil de ville de Montréal et devient président du Bureau médical de la ville. Il devient par la suite un porte-parole important du mouvement réformiste et du Parti patriote.
Il est membre du Comité central et permanent de Montréal mis sur pied vers le mois d'avril 1834. Il participe à quelques-unes des assemblées populaires tenues durant cette période agitée.

### Arrestation
Le 24 novembre 1837, Nelson est arrêté, comme le sont plusieurs autres hommes politiques et citoyens opposés au gouvernement. Il est libéré le lendemain pour cause d'irrégularité dans son mandat d'arrestation. Il quitte immédiatement le Bas-Canada pour se joindre aux patriotes qui s'exilèrent aux États-Unis.

### Président de la République

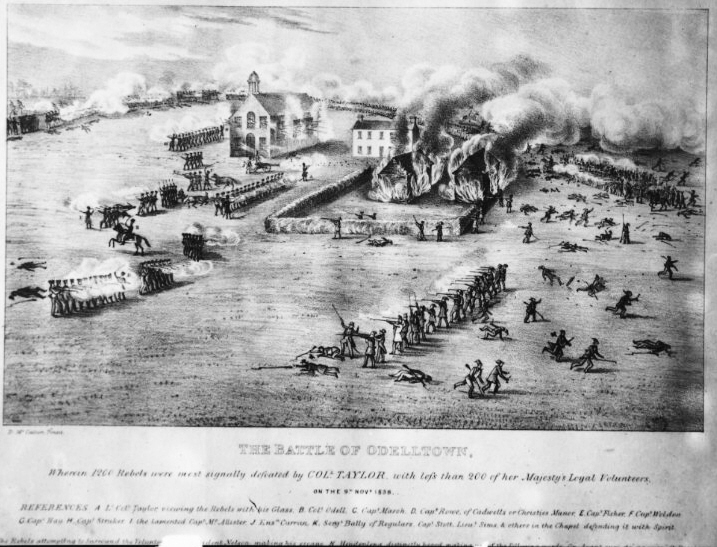
Nelson mène les troupes rebelles lors de la bataille d'Odelltown en 1838.

Le 2 janvier 1838, Robert Nelson ainsi que bon nombre des exilés, dont Papineau, O'Callaghan, Chartier, Rodier, Malhiot, Côté, Bouthillier, Davignon et Gagnon sont à Middlebury dans l'État du Vermont pour débattre d'un projet de prise de contrôle militaire du Bas-Canada. Les patriotes alors présents votèrent pour l'établissement rapide d'un gouvernement provisoire et le lancement d'une attaque à partir des États-Unis. Certains patriotes influents votèrent contre cette option, dont Louis-Joseph Papineau, qui croyait inévitable l'échec d'une invasion effectuée sans l'appui officiel d'une puissance militaire comme celle des États-Unis ou de la France. Il est à croire que l'article 5 qui découlerait plus tard de la Déclaration d'indépendance du Bas-Canada, ait pu décourager Papineau à suivre les idéaux de Nelson, car à la suite du décret de l'article 5, Papineau qui était alors à la tête des Patriotes, était attaché à sa Seigneurie de Petite-Nation. Papineau se rétracta pour des raisons d'intérêts personnels afin de conserver sa Seigneurie.
Robert Nelson fut élevé au rang de général de l'armée et élu Président de la République du Bas-Canada.
Le 28 février 1838, Nelson campa ses quelque 300 à 400 hommes, des patriotes bas-canadiens et des volontaires américains, à Alburgh dans l'État du Vermont. Il proclama l'indépendance du Bas-Canada et distribua des copies d'une déclaration d'indépendance. Bientôt, ils furent arrêtés par l'armée américaine pour violation de la loi de neutralité des États-Unis. Un jury sympathique à la cause patriote libéra Nelson, ainsi que d'autres patriotes.
Après cette tentative avortée, Robert Nelson et d'autres insurgés décidèrent d'organiser une nouvelle offensive.

### Association des Frères chasseurs
Une organisation militaire clandestine, connue sous le nom de Frères chasseurs, fut créée dans le but de renverser les gouvernements coloniaux britanniques du Haut et du Bas-Canada, et d'établir des républiques souveraines et démocratiques en leur place. Une deuxième invasion du Bas-Canada débuta le 3 novembre 1838. Le plan offensif rencontra des imprévus et des ratés et les frères chasseurs durent battre en retraite.

### Retour à la médecine

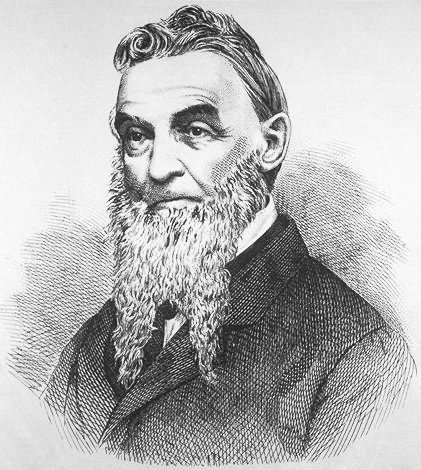
Illustration de Robert Nelson parue dans L'opinion publique, Vol. 4, no. 14, pp. 161 (3 avril 1873)

Nelson et les autres chefs patriotes obtinrent finalement l'amnistie et le gouvernement colonial britannique leur permit de rentrer au Bas-Canada, ce qui fut fait par plusieurs. Robert Nelson resta cependant aux États-Unis. 
En 1849, il se trouve en Californie, pratiquant la médecine avec le docteur Jacques-Guillaume Beaudriau.
En 1851, il est de retour dans l'Est américain et s'établit à New York. Il pratique quelques chirurgies sur des patients de Montréal en 1863 et en 1866, il publie Asiatic cholera: its origin and spread in Asia, Africa, and Europe, [...]
Il meurt à Staten Island, New York, le 1er mars 1873 à l'âge de 79 ans. Il est enterré au Cimetière Notre-Dame-des-Neiges, à Montréal.

## Chronologie
- 1793 - Le 8 août, naissance de Robert Nelson à William-Henry (Sorel), Bas-Canada.
- 1793 - En octobre, baptême à la Christ Anglican Church, William-Henry.
- 1814 - Le 21 avril, il est admis à la pratique de la médecine.
- 1814 - En avril, il est attitré chirurgien du 7e bataillon (corps Fleury-Deschambault).
- 1814 - Le 26 juillet, il est muté au corps des Guerriers indiens.
- 1817 - Il s'établit rue Saint-Gabriel à Montréal, dans l'ancienne résidence de Pierre-Hertel de Beaubassin.
- 1827 - Il est élu député dans le comté de Montréal-Ouest.
- 1829 - Il succède au docteur W.D. Selby à l'hôpital Hôtel-Dieu.
- 1830 - Il se retire de la politique et commence l'enseignement de la chirurgie.
- 1831 - Il reçoit un doctorat honorifique du Collège de Dartmouth, à Hanover au New Hampshire.
- 1832 - Il est président de l'association des Amis de la liberté de la presse.
- 1833 - Il est membre du Comité du guet et de l'éclairage pour la ville de Montréal. Il donne aussi des cours de physiologie à la Nouvelle École de médecine de Montréal.
- 1834 - Il est élu député dans le comté de Montréal-Ouest. Il est aussi président du Bureau médical et membre du Conseil de ville de Montréal.
- 1837 - Le 28 mars, naissance de son fils Eugène.
- 1837 - Le 24 novembre, il est arrêté en tant que suspect de haute trahison.
- 1837 - Le 25 novembre, il est libéré pour cause d'irrégularités dans son mandat d'arrestation. Il quitte alors le Bas-Canada pour les États-Unis avec sa famille.
- 1838 - Le 2 janvier, il est à l'assemblée des patriotes exilés à Middlebury dans le Vermont.
- 1838 - Le 28 février, il est à la tête des 300 à 400 hommes qui envahissent le Canada à partir d'Alburgh au Vermont.
- 1838 - Il met sur pied la société secrète des Frères chasseurs qui a pour objectif le renversement du gouvernement bas-canadien.
- 1838 - Le 4 novembre, il est à Napierville avec P. Touvrey et Charles Hindenlang.
- 1838 - Le 8 novembre, après ce qui a est compris comme une tentative de fuite de sa part, il est ligoté par François Trépanier et François Nicolas. Il est libéré par la suite après explication.
- 1838 - Le 9 novembre, il est défait à Odelltown et regagne les États-Unis par la suite.
- 1838 - En décembre, un rapport du consulat britannique à New York prétend que Robert Nelson et ses suiveurs complotent en vue d'assassiner John Colborne.
- 1849 - Il pratique la médecine en Californie avec le docteur Jacques-Guillaume Beaudriau.
- 1851 - En juin, il est de retour dans l'Est américain et s'établit à New York.
- 1863 - En octobre, il pratique quelques chirurgies sur des patients de Montréal.
- 1866 - Il publie Asiatic cholera: its origin and spread in Asia, Africa, and Europe, [...].
- 1873 - Le 1er mars, il meurt sur Giffords Lane, Staten Island, New York.

## Ouvrages
- Déclaration d'indépendance du Bas-Canada, États-Unis, 1838
- Au peuple du Canada, États-Unis, 1838
- « The three cardinal means of the art of healing by C.W. Hufeland », dans Hufeland, Christopher Wilhelm, Enchiridion medicum; or Manual of the practice of medicine. The result of fifty years' experience, from the 6th German ed., New York, Raddle, 1842
- Asiatic cholera: its origin and spread in Asia, Africa, and Europe, introduced into America through Canada ; remote and proximate causes, symptoms and pathology, and the various modes of treatment analysed, New York, 1866